# 1936-os argentin labdarúgó-bajnokság (első osztály)
Az 1936-os Primera División volt a 45. alkalommal megrendezett, legmagasabb szintű labdarúgó-bajnokság Argentínában.
A bajnokság két külön szakaszból és egy döntőből állt. Az első szakasz (Copa de Honor) győztese a San Lorenzo de Almagro, míg a másodiké (Copa Campeonato) a River Plate. A döntőt a River Plate nyerte meg. Mindkét szakasz, illetve a döntő győztesének is adtak egy bajnoki címet.

## 1. szakasz – Copa de Honor
A torna 1936. április 5-én kezdődött és július 26-án ért véget.
| Hely. | Csapat                  | M  | Gy | D | V  | G+ | G– | Gk  | P  | Továbbjutás vagy kiesés |
| ----- | ----------------------- | -- | -- | - | -- | -- | -- | --- | -- | ----------------------- |
| 1.    | San Lorenzo (B)         | 17 | 12 | 4 | 1  | 45 | 21 | +24 | 28 | Bajnokcsapat            |
| 2.    | Huracán                 | 17 | 11 | 3 | 3  | 30 | 20 | +10 | 25 |                         |
| 3.    | Boca Juniors            | 17 | 10 | 4 | 3  | 36 | 17 | +19 | 24 |                         |
| 4.    | Vélez Sarsfield         | 17 | 10 | 2 | 5  | 40 | 25 | +15 | 22 |                         |
| 5.    | Independiente           | 17 | 9  | 4 | 4  | 35 | 35 | 0   | 22 |                         |
| 6.    | River Plate             | 17 | 9  | 3 | 5  | 35 | 35 | 0   | 21 |                         |
| 7.    | Atlanta                 | 17 | 8  | 3 | 6  | 34 | 38 | −4  | 19 |                         |
| 8.    | Racing Club             | 17 | 8  | 2 | 7  | 34 | 38 | −4  | 18 |                         |
| 9.    | Quilmes                 | 17 | 7  | 4 | 6  | 27 | 26 | +1  | 18 |                         |
| 10.   | Chacarita Juniors       | 17 | 7  | 4 | 6  | 31 | 31 | 0   | 18 |                         |
| 11.   | Estudiantes (LP)        | 17 | 8  | 1 | 8  | 40 | 34 | +6  | 17 |                         |
| 12.   | Platense                | 17 | 6  | 4 | 7  | 23 | 26 | −3  | 16 |                         |
| 13.   | Ferro Carril Oeste      | 17 | 5  | 4 | 8  | 46 | 44 | +2  | 14 |                         |
| 14.   | Gimnasia y Esgrima (LP) | 17 | 4  | 5 | 8  | 33 | 45 | −12 | 13 |                         |
| 15.   | Talleres (RE)           | 17 | 6  | 0 | 11 | 27 | 30 | −3  | 12 |                         |
| 16.   | Lanús                   | 17 | 3  | 3 | 11 | 29 | 43 | −14 | 9  |                         |
| 17.   | Tigre                   | 17 | 2  | 3 | 12 | 17 | 42 | −25 | 7  |                         |
| 18.   | Argentinos Juniors      | 17 | 1  | 1 | 15 | 15 | 54 | −39 | 3  |                         |

## Copa Campeonato
A torna 1936. augusztus 16-án kezdődött és december 13-án ért véget.
| Hely. | Csapat                  | M  | Gy | D | V  | G+ | G– | Gk  | P  | Továbbjutás vagy kiesés |
| ----- | ----------------------- | -- | -- | - | -- | -- | -- | --- | -- | ----------------------- |
| 1.    | River Plate (B)         | 17 | 13 | 2 | 2  | 49 | 19 | +30 | 28 | Bajnokcsapat            |
| 2.    | San Lorenzo             | 17 | 11 | 2 | 4  | 41 | 24 | +17 | 24 |                         |
| 3.    | Racing Club             | 17 | 10 | 3 | 4  | 43 | 27 | +16 | 23 |                         |
| 4.    | Independiente           | 17 | 10 | 1 | 6  | 32 | 29 | +3  | 21 |                         |
| 5.    | Boca Juniors            | 17 | 9  | 2 | 6  | 39 | 19 | +20 | 20 |                         |
| 6.    | Atlanta                 | 17 | 8  | 3 | 6  | 39 | 30 | +9  | 19 |                         |
| 7.    | Platense                | 17 | 6  | 7 | 4  | 26 | 29 | −3  | 19 |                         |
| 8.    | Huracán                 | 17 | 7  | 4 | 6  | 32 | 22 | +10 | 18 |                         |
| 9.    | Argentinos Juniors      | 17 | 7  | 4 | 6  | 26 | 32 | −6  | 18 |                         |
| 10.   | Ferro Carril Oeste      | 17 | 7  | 3 | 7  | 30 | 36 | −6  | 17 |                         |
| 11.   | Estudiantes (LP)        | 17 | 6  | 4 | 7  | 32 | 32 | 0   | 16 |                         |
| 12.   | Chacarita Juniors       | 17 | 6  | 4 | 7  | 36 | 42 | −6  | 16 |                         |
| 13.   | Vélez Sarsfield         | 17 | 7  | 1 | 9  | 45 | 35 | +10 | 15 |                         |
| 14.   | Gimnasia y Esgrima (LP) | 17 | 6  | 2 | 9  | 31 | 48 | −17 | 14 |                         |
| 15.   | Lanús                   | 17 | 5  | 2 | 10 | 27 | 43 | −16 | 12 |                         |
| 16.   | Quilmes                 | 17 | 4  | 3 | 10 | 24 | 39 | −15 | 11 |                         |
| 17.   | Tigre                   | 17 | 2  | 4 | 11 | 21 | 43 | −22 | 8  |                         |
| 18.   | Talleres (RE)           | 17 | 1  | 5 | 11 | 19 | 43 | −24 | 7  |                         |

## Döntő – Copa de Oro
| 1936. december 20. |

| River Plate                                           | 4–2 | San Lorenzo           |
| ----------------------------------------------------- | --- | --------------------- |
| Cesarini 39' Chividini 73' Pedernera 76' Ferreyra 86' |     | Pantó 55' Canteli 81' |

| Estadio Libertadores de América, Avellaneda Játékvezető: Bartolomé Macías |

A River Plate csapata szerezte meg a bajnoki címet.